# Livre ouvert
 (novembre 2023).
La mise en forme du texte ne suit pas les recommandations de Wikipédia : il faut le « wikifier ».
Les points d'amélioration suivants sont les cas les plus fréquents :
- Les titres sont pré-formatés par le logiciel. Ils ne sont ni en capitales, ni en gras.
- Le texte ne doit pas être écrit en capitales (les noms de famille non plus), ni en gras, ni en italique, ni en « petit »…
- Le gras n'est utilisé que pour surligner le titre de l'article dans l'introduction, une seule fois.
- L'italique est rarement utilisé : mots en langue étrangère, titres d'œuvres, noms de bateaux, etc.
- Les citations ne sont pas en italique mais en corps de texte normal. Elles sont entourées par des guillemets français : « et ».
- Les listes à puces sont à éviter, des paragraphes rédigés étant largement préférés. Les tableaux sont à réserver à la présentation de données structurées (résultats, etc.).
- Les appels de note de bas de page (petits chiffres en exposant, introduits par l'outil «  Source ») sont à placer entre la fin de phrase et le point final[comme ça].
- Les liens internes (vers d'autres articles de Wikipédia) sont à choisir avec parcimonie. Créez des liens vers des articles approfondissant le sujet. Les termes génériques sans rapport avec le sujet sont à éviter, ainsi que les répétitions de liens vers un même terme.
- Les liens externes sont à placer uniquement dans une section « Liens externes », à la fin de l'article. Ces liens sont à choisir avec parcimonie suivant les règles définies. Si un lien sert de source à l'article, son insertion dans le texte est à faire par les notes de bas de page.
- La présentation des références doit suivre les conventions bibliographiques. Il est recommandé d'utiliser les modèles {{Ouvrage}}, {{Chapitre}}, {{Article}}, {{Lien web}} et/ou {{Bibliographie}}. Le mode d'édition visuel peut mettre en forme automatiquement les références.
- Insérer une infobox (cadre d'informations à droite) n'est pas obligatoire pour parachever la mise en page.

Pour une aide détaillée, merci de consulter Aide:Wikification.
Si vous pensez que ces points ont été résolus, vous pouvez retirer ce bandeau et améliorer la mise en forme d'un autre article.
Livre ouvert était une émission jeunesse diffusée sur les ondes de Radio-Canada dans les années 1980. Le premier épisode fut diffusé le dimanche 17 mars 1985 à 9h30.
Conçue pour stimuler le désir de trouver en bibliothèque des livres de qualité et d'une conception visuelle vivante, la série consistait en courts métrages animés de quatre à huit minutes. Chaque épisode racontait deux histoires. La série fut distribuée en 26 vidéocassettes et fut produite par Prisma avec la participation de Téléfilm Canada et de la Société Radio-Canada. La distribution des vidéocassettes fut assurée par Multimédia Audiovisuel Inc. pour utilisation dans les écoles et les bibliothèques.

## Équipe de production
Réalisateurs
- Claude Godbout
- Real Tremblay

Producteur
- Marcia Couëlle

Conseillère littéraire
- Henriette Major

Musique
- Alain Clavier

Montage
- François Gill

Direction technique
- Guy Laurent

Caméra
- Paul Hurteau

Narration
- Jean Besré
- Ronald France
- Edgar Fruitier
- Paul Hébert
- Louise Latraverse
- Diane Lavallée
- Sylvie Léonard
- Monique Miller
- Jean-Louis Millette
- Jean-Marie Moncelet

## Liste des albums adaptés
Aux éditions de La courte échelle
• Plaisirs de chats, Roger Paré
• Sophie, Pierrot et un crapaud, Ginette Anfousse
• L'école, Ginette Anfousse
• La fête, Ginette Anfousse
• L'hiver, Ginette Anfousse
• La varicelle, Ginette Anfousse
• Le savon, Ginette Anfousse
• La cachette, Ginette Anfousse
• La chicane, Ginette Anfousse
• Mon ami Pichou, Ginette Anfousse
• Nuits magiques, J.M. Poupart, S. Duranceau

Aux éditions Ovale
• La nuit du grand coucou, G. Tibo
• Vacances de Noël, C. L'Heureux, S. Langlois
• Croque-notes, G-H. Germain
• Musimaux, Philippe Béha
• La sirène de Percé, R. Piette, S. Talbot
• Le cheval du Nord, R. Piette, G. Laroche
• La chasse-galerie, M. Chénard, F. Lebon
• Les feux-follets, J. Bussières, J. Dombrowski
• Le Noël de Savarin, S. Piette, J. Dombrowski
• La grange aux lutins, R. Piette, J. Dombrowski
• Par la bave de mon crapaud, D. Marcotte, P. Béha

Autres éditeurs
• L'homme aux oiseaux, R. Soulières, M. Pelletier. Québec/Amérique
• La perdriole, Josette Michaud. Leméac
• Le lac aux chiffres, M. Kugler, C. Hone. Diffusion Nouvelle
• Tony et Vladimir, R. Soulières, P. Béha. Ed. Pierre Tisseyre